# Shaun Derry
Shaun Peter Derry (sinh ngày 6 tháng 12 năm 1977) là một cựu cầu thủ và huấn luyện viên bóng đá người Anh. Ông từng dẫn dắt Notts County và Cambridge United, trước đó từng thi đấu cho Crystal Palace, Leeds United và Queens Park Rangers cùng những câu lạc bộ khác. Derry nổi tiếng với lối chơi rắn và xông xáo, vị trí sở trường của ông là tiền vệ phòng ngự nhưng Derry cũng có thể chơi như một hậu vệ phải.